# Komiteen for Uddeling af Boggaver
Komiteen for Uddeling af Boggaver virkede 1876-1898 og havde til formål at fordele en bevilling på Finansloven til støtte for folkebogsamlinger / folkebiblioteker. Initiativet til at støtte bibliotekerne var oprindeligt kommet fra Den Raben-Levetzauske Fond, som i 1876 afsatte 3.000 Rdl. årligt til at støtte sognebiblioteker og  bogsamlinger på landet. Disse biblioteker havde ikke tidligere modtaget støtte på denne måde. Støtten skulle fordeles af en komité under fonden. Den fik navnet Komiteen for Uddeling af Boggaver. 

## Finanslovsbevillingen
I 1881 stoppede Den Raben-Levetzauske Fond sin støtte. I stedet for den private støtte lykkedes det at få afsat et beløb på Finansloven  ”til understøttelse af Sogne- og Folkebiblioteker”. Komiteen for Uddeling af Boggaver påtog sig at administrere finanslovsbevillingen. Den uddelte beløb på mellem 35 og 50 kr. Komiteen bestod professor i historie Edvard Holm (formand), matematisk direktør i Statsanstalten for Livsforsikring Albert Andersen og litteraturhistorikeren Fr. Winkel Horn (sekretær). Komiteen administrerede en bevilling, som steg fra 6.000 kr i 1882 til 10.000 kr.  i 1897 (10.000kr. i år 1900 svarer til 721.700kr. i år 2021). Komiteen oplyste i 1897, at den havde uddelt tilskud til 288 bogsamlinger.
I 1898 ophørte komiteen sit arbejde. Den blev erstattet af Komiteen til Understøttelse af Folkebogsamlinger.